# Zmęczona śmierć
Zmęczona śmierć (tytuł oryg. Der müde Tod) – niemiecki horror z elementami fantasy i romansu z 1921 w reżyserii Fritza Langa. Alternatywny tytuł filmu to Męcząca śmierć. Składa się z czterech opowieści o miłości i przeznaczeniu. Całość przeniesiona w realia scenerii niemieckiej, orientalnej, weneckiej i chińskiej.

## Charakterystyka
Film jest historią młodej kobiety, która chce wyrwać swego kochanka z rąk śmierci, opowiedzianą w trzech epizodach, których akcja ma miejsce w różnych krajach i epokach. Wszystkie warianty doprowadzają do jednej konkluzji: podejmowane działania ratownicze doprowadzają jedynie do przyspieszenia zguby kochanka. Lang podporządkowuje w tym obrazie silne wpływy Maxa Reinhardta własnej (bardzo osobistej) wizji. Stylistyka Reinharda jest szczególnie dobrze widoczna w epizodzie weneckim z okresu Odrodzenia, pełnym żywiołowych, dynamicznych ujęć. Architektoniczne wykształcenie Langa przejawia się żywym, światłocieniowym przedstawieniem architektury. Światłocień znakomicie "rzeźbi" też niemal satanistyczny gabinet alchemika. Film ten był przełomowy dla kina niemieckiego - wprowadził popularne później oświetlanie dekoracji od dołu, co powoduje zniekształcanie plastyczne scenografii i grę plamami bieli oraz czerni.

## Obsada
- Lil Dagover – Dziewczyna (przypowieść niemiecka) / Zobeida (przypowieść orientalna) / Monna Fiametta (przypowieść wenecka) / Tiao Tsien (przypowieść chińska)
- Walter Janssen – Młodzieniec (przypowieść niemiecka) / niewierny (przypowieść orientalna) / Giovan Francesco (przypowieść wenecka) / Liang (przypowieść chińska)
- Bernhard Goetzke – Śmierć (przypowieść niemiecka) / El Mot (przypowieść orientalna) / łucznik (przypowieść chińska)

### Przypowieść niemiecka
- Hans Sternberg – burmistrz
- Karl Rückert – pastor
- Ernst Rückert – pastor
- Wilhelm Diegelmann – doktor
- Max Adalbert – notariusz
- Erich Pabst – nauczyciel
- Karl Platen – aptekarz
- Herman Pischa – krawiec
- Paul Rehkopf – grabarz
- Max Pfeiffer – nocny stróż
- Georg John – żebrak
- Lidia Potechina – gospodyni
- Grete Berger – matka

### Przypowieść orientalna
- Eduard von Winterstein – kalif
- Rudolf Klein-Rogge – derwisz
- Erika Unruh – Aisza

### Przypowieść wenecka
- Louis Brody – Maur
- Rudolf Klein-Rogge – Girolamo
- Lothar Müthel – posłaniec
- Edgar Pauly – przyjaciel
- Lina Paulsen – służąca
- Hellmuth Hiemstra – powiernik Girolama

### Przypowieść chińska
- Paul Biensfledt – A Hi
- Karl Huszár-Puffy – cesarz Djou Schuati Wang
- Max Adalbert – kanclerz
- Paul Neumann – kat